# 瞑想の森
『瞑想の森』（めいそうのもり）は、1973年に公開された日本映画。
寺山修司主宰の演劇実験室天井桟敷の女優らが出演。第1回日本を記録するフィルムフェスティバル特別部門1位・読売新聞社賞を受賞。大島渚やフランスのヌーヴェルヴァーグの映画監督ジャン・ルーシュから高い評価を受けパリを中心にヨーロッパ各国で上映され話題になった。パートカラー。

## ストーリー
3人の女性の自由奔放な生き方を通して、青春の焦燥、退廃、孤独が現在、過去の幻想的な映像で描かれる。

## キャスト
- 飯田恭子
- 花井静香
- 佐藤なおみ
- 星川涼
- 高木建策

## スタッフ
- プロデューサー – 土岐敦司
- 監督・脚本 - 相原英雄
- 撮影-峯尾和彦
- 録音-池田博光
- 音楽-岡村久和